# Blaise Clerc
Blaise Clerc (* 8. Mai 1911 in Neuenburg; † 26. April 2001 ebenda, heimatberechtigt in Neuenburg und Fleurier) war ein Schweizer Politiker (LPS).

## Biografie
Nach dem Studium der Rechtswissenschaften an der Universität Neuenburg lizentierte er im Jahr 1933, wurde 1934 Notar und erlangte 1935 das Diplom des Institut des hautes études internationales in Paris. Ab dem Jahr 1936 arbeitete er in der Notariatskanzlei seiner Familie.
Clerc wurde 1953 in den Grossen Rat des Kantons Neuenburg gewählt und präsidierte von 1957 bis 1969 die Steuerrekurskommission. Ihm gelang 1963 die Wahl in den Ständerat und schied zwei Jahre (1965) später aus dem Grossen Rat aus. Er schied 1971 aus dem Ständerat aus. Im Jahr 1977 wurde er Präsident der LPS Schweiz, er übte dieses Amt bis 1981 aus.
Clerc war ausserdem Präsident der Schweizerischen Uhrenkammer in La Chaux-de-Fonds und von 1967 bis 1977 Präsident der Arbeitgeber-Konvention der schweizerischen Uhrenindustrie.